# IC 4627
IC 4627 — галактика типу P (особлива галактика) у сузір'ї Змієносець.
Цей об'єкт міститься в оригінальній редакції індексного каталогу.